# 狗與剪刀必有用
《狗與剪刀必有用》（日語：犬とハサミは使いよう），簡稱「狗剪」（犬ハサ），是日本的輕小說作品。作者為更伊俊介，鍋島哲弘繪製插畫。為第12屆Entame大獎小說部門優秀賞的得獎作品和第一屆《店員最愛輕小說大賞》第十位。2013年7月起播出電視動畫。

## 故事簡介
故事主角春海和人被強盜殺死了。然而，他對於書的執著讓他再一次的復活。只是這次不是身為人，而是身為一隻狗被IGGY動物店的老闆救了。苦於無法看書的他，有一天出現了一位穿著一身黑的女子。她能聽得懂春海和人的話，也是一個以剪刀當兇器的狠毒超級虐待狂，誰知她就是知名大作家，也是自己超喜歡的作家「秋山忍」，之后就寄宿在夏野霧姬（秋山忍）的家......

## 登場人物

### 主要角色
春海和人（配音員：櫻井孝宏（日本）；李景唐（台灣）；張裕東（香港））
高中生，是個隨興散漫但愛書成癡的人，並且時常吐槽。原與父親和希、母親理緒、妹妹圓香同住，後父親調職，新居住地是岡山縣，但因當地的到書日比東京遲一天，而選擇獨自一人留在東京，因為不太常出門而被房東委託為住谷莊的管理人。
在咖啡店中為了保護沉迷於寫作的夏野霧姬而被強盜殺害，死後對書的執念使他復生成為一隻長毛臘腸狗。原先被犬飼救助並暫住於寵物店「IGGY」，後在無書可讀而無盡輪迴的執念呼喚中將夏野霧姬（秋山忍）引來把他帶回家。
堅持自己為了保護霧姬而死是「遵從自己意識的行為」而無法怪罪任何人，因此不認同霧姬的自責。時常因為吐槽夏野霧姬（的胸部大小）而慘遭剪刀凌虐。
夏野霧姬（配音員：井上麻里奈（日本）；石薇（台灣）；羅杏芝（香港））
20歲作家，進入狀況就對周遭充耳不聞的寫作癡。筆名「秋山忍」，具有多部暢銷著作，被譽為「將文壇一刀兩斷的黑色利刃」。書迷大多是年輕族群，而每一部作品的厚度都幾達凶器的程度。此外是個毒舌兼虐待狂，常拿著剪刀威嚇和修理和人。
完美主義者。在寫每部作品之前，皆會去了解學習內容當中將會描寫的技巧（如武術），理由是有經驗的人寫得比沒經驗的人好。喜歡創造新詞並記錄在隨身詞語典「維霧百科」，另外也會把有興趣的事物寫下留待寫作之用。就和內心一樣，外表和內在美都穿的一身黑。外表漂亮，本人自稱三圍：92，58，85，不過實際上卻是貧乳，並且當其他女性在她面前炫耀胸圍時會非常忌妒並黑化。
在家中寫作和看書時會戴上眼鏡。
父親巧雪、母親姬乃經營理髮店，而姐姐夢見是警察。隨身攜帶並使用父親送的剪刀「剪刀次郎」。
因為和人對她的書的執念和因保護她而死，使她對變成狗的和人產生了有如讀心般的連結，能夠聽見和人心中的想法。初時一直認為是自己害死了和人而愧疚不已，聽到和人的真心話後才釋懷，並因此開始對和人投注情感，並且其他女性（不限年齡）親近和人時會嚴重吃醋。當和人對自己做出意料之外的親近行為（逆推）、被和人發現自己的小秘密或喝醉酒時會出現嬌羞的一面，儘管清醒後便回復虐待狂性格，明顯屬於女王型傲嬌。
春海圓香（配音員：阿澄佳奈（日本）；劉凱寧（台灣）；陳皓宜（香港））
和人的妹妹，現居岡山縣，故事開始為國中生，目標是和哥哥就讀同一所高中。對哥哥抱持感情，極度的兄控，但卻被哥哥死亡的事實嚴重打擊，因而開始憎恨夏野霧姬（秋山忍）認為是她和她的書將哥哥奪走，一度精神崩潰。經過和人相認與開解後，對夏野霧姬從憎恨轉成爭風吃醋。
喜愛做咖哩，稱其為自己對哥哥的愛與期許的回應，但做出來的咖哩總是會扭曲成非常有創意但也極度詭異的作品，和人的評價是殺人（狗）於無形的凶器。使用電鋸「鮪吞」當作菜刀與武器（共換過兩把，一把是郵購並且有鯊魚的外觀，可轉換單鋸、雙排鋸和大砲型態，被夏野霧姬破壞。第二把是從旅館「刃具莊」的倉庫中取得的0號原型，傳統電鋸外觀，目前已認圓香為主。電鋸語音聲優：上田のりこ）。
一直都使用「鮪吞」來為和人煮飯。
柊鈴菜（配音員：伊藤靜（日本）；林美秀（台灣）；鄭麗麗（香港））
京都市出身。書林出版社的編輯，隸屬第二文藝部，文藝部十傑之一。是夏野霧姬（秋山忍）的責任編輯。舉止怪異、有妄想症，還是位超級抖M受虐狂，嗜好被夏野霧姬用剪刀和各式手段虐待與自虐，並時常用巨乳這一點來刺激夏野霧姬火大凌虐她。同時也有為了作家會不惜一切，奮不顧身的一面。第二名聽得見和人說話的人。教團M成員。
懂得使用編輯秘技「迅速旋風」、「俊速隱行」，不過跟編輯並沒有關係。「迅速旋風」是極快速度幫人換衣，「俊速隱行」是極快速度把酒倒入杯裡。
大澤映見（配音員：加隈亞衣（日本）；雷碧文（台灣）；魏惠娥（香港））
私立東川高中高二學生，和人生前的同班同學，性格膽怯，思考極度消極負面，口頭禪是「對不起」、「我果然還是去死好了」，但在認真起來時擁有堅強的意識。與和人在生前有過約定而立志成為作家，筆名「藤卷螢」就是春海和人的姓名重組(羅馬拼音)，並因此對和人抱有好感。習得家傳大澤執筆流的真傳，曾利用其洗腦讀者對秋山忍多次發動攻擊，之後與秋山忍進行百張執筆戰，但以一張之差距落敗服輸。目前與秋山忍相稱為前後輩關係。
秋月真岸（配音員：芹澤優（日本）；雷碧文（台灣）；羅孔柔（香港））
偶像作家，在寫作出道的同時也在偶像界大紅大紫的年輕女孩，被粉絲稱為「閃亮美少女」。本名「山田槙子」，喜歡穿得一身白，在許多方面與夏野霧姬形成強烈對比（胸部大小、時尚感和代表顏色等）也處處針鋒相對。最討厭被人無視，怕狗（和人）。口頭禪「閃亮（Shining）」。身邊總是跟著大群的黑衣保鑣（兼場地工作員與後援團）。有一個妹妹—雛子。
姬萩紅葉（配音員：茅野愛衣（日本）；劉凱寧（台灣）；曾佩儀（香港））
與霧姬和槙子共稱當代文學三巨頭的年輕作家，被譽為「深淵的對岸」的藝術派風格。性格無口的千金小姐，似乎行動不便而坐在輪椅上。
犬飼潔（配音員：羽多野涉（日本）；梁興昌（台灣）；劉昭文（香港））
北門商店街的寵物店—IGGY的老闆。特徵是爆炸頭，是爆炸頭名家戈梅茲先生的作品並非常寶貝與驕傲他的頭髮。與其妻里美同住。興趣是登山，專長是照顧動物，在下雨天時救了變成狗的春海和人，因為夏野霧姬持有能切斷鐵籠的剪刀並威脅「頭髮太膨剪起來麻煩」而懼怕她。他的爆炸頭曾經被秋山忍的責任編輯—柊鈴菜破壞，中間被剪開一個大洞。
七大新稻葉怪談之一—「寵物店店長的爆炸頭越變越大」，並且彈性與觸感極好會令人摸上癮。

### 新稻葉
本田櫻（配音員：內田真禮（日本）；林美秀（台灣）；成瑤孆（香港））
私立東川高中高二學生，和人生前的同級同學。本田家長女，目前是本田書店的專櫃收銀員，誠懇踏實的好女孩。
本田彌生（配音員：五十嵐裕美（日本）；雷碧文（台灣）；劉惠雲（香港））
本田家次女。還在讀國小的小女孩，把和人叫做「小黑」，喜歡用搔肚子玩耍的方式整得和人奄奄一息。
本田文夫（配音員：大川透（日本）；梁興昌（台灣）；馮錦堂（香港））
南門商店街的本田書店的老闆。與其妻葉子、兩名女兒—櫻、彌生同住。
沒有商業頭腦兼懼內，經常被妻子教訓，但仍然是個顧家的好男人。妻子於高中任教。
住谷夕樹（配音員：井口裕香（日本）；林美秀（台灣）；何璐怡（香港））
住谷莊的房東，本業是律師，個頭嬌小有如可愛小女孩，喜歡COSPLAY成貓娘、狐娘和兔娘。另外與旅館「刃具莊」的老闆娘幾乎長得一模一樣，但兩人似乎沒有任何關係。
茶堂元治
南門商店街的清陽茶店的店長。妻子真理在13年前過世。
七大新稻葉怪談之一—「倒不了的茶店」，和人就是在他的茶店裡被強盜殺害。
森部佐茅（配音員：齋藤千和（日本）；雷碧文（台灣）；何寶珊（香港））
紅葉的專屬女僕，一頭顯眼的紅髮，隨身手持內藏利刃的掃帚「穢殺刃（ケガレザッパー）」。原派遣公司陰乍的第十三分隊王牌（培養超級女僕的特務機關）。對紅葉侍奉得非常忠心，能完美背誦紅葉著作裡的內容或呈現所寫的動作如舞蹈（也不排除是因為紅葉的內容是拿她描寫的）。有妄想症，喜歡在無人的地方以紅葉的著作內容唱歌跳舞，可一旦被發現被人或動物看見，就會出動「穢殺刃」將對方滅口，不過若與服侍大小姐的工作相衝突的話會自動放棄。
宗像腕力（配音員：稻田徹（日本）；李世揚（台灣）；李錦綸（香港））
健美先生，古銅色肌肉身材，和名字一樣豪放粗壯。
建設在「Immaculate新稻葉」裡的運動健身房「Boot Camp 新稻葉」的教練兼顧問，擁有一群健美徒弟，興趣與專長都是健身。與女兒小桃共住。
七大新稻葉怪談之一—「一年到頭都很悶熱的高樓大廈」的元兇（和健美徒弟們散發的熱汗）。
中原冬至（配音員：小山力也（日本）；李世揚（台灣）；葉振聲（香港））
茶店強盜案的犯人，殺死春海和人的兇手。在逃逸期間躲進和人的書庫，讀了秋山忍的書後成了其書迷，並完全模仿出當中的各種武打動作。遭夏野霧姬制伏。
佛坂大門（配音員：小山力也（日本）；梁興昌（台灣）；陳廷軒（香港））
秋月真岸身邊的護衛隊隊長，身形高大魁梧，並負責每日的偶像行程表。每次總在秋月真岸與其他作家發生正式爭執之前，將她強行帶離現場回去工作。
姬萩九郎
紅葉的哥哥，亦是紅葉的編輯。和鈴菜是同事.因患病而死,復活後變成烏鴉.能聽見春海和人的話.是個妺控,喜歡設置陷阱.生前連續三年蟬聯「書林社內最適合穿管家服的男社員排行榜」榜首.
刃具莊老闆娘（配音員：井口裕香（日本）；凌晞（香港））
她在夏野還小的時候就已經在刃具莊裏工作，身型會令人以為是小女孩。另外與住谷夕樹幾乎長得一模一樣，但兩人似乎沒有任何關係。看見圓香想做咖哩但沒了電鋸「鮪吞」而諸多不便，所以把旅館內的「鮪吞零式」送給圓香。
大澤愁山（配音員：石塚運昇（日本）；李世揚（台灣）；朱子聰（香港））
歷史小說作家。石川縣出身，與妻子成惠、女兒映見同住。懼怕妻子，溺愛女兒。有在對話中開黃腔的劣習。
兼職文學評論家，在文壇具有一定影響力，於秋山忍投稿新人獎時是唯一一個給予負評的評審。與保全公司『睥睨戰神』的老闆自小認識並具有他的把柄。

## 用語
讀書七罪
春海和人對讀書制定的禁止法則。是既獨斷又充滿個人偏見的自主規則。
- 任意洩漏結局
- 不珍惜書本
- 討論沒看過的書
- 弄髒書本
- 借書不還
- 打擾別人看書
- 買了書卻不看書

維霧百科
夏野霧姬專用的用語集，裡面的版面像維基百科，但是以紅色作為主要色調。
剪刀次郎
- 夏野霧姬從不離身的剪刀，是父親贈送的禮物，夏野非常寶愛，用其作為戰鬥和凌虐通用的好工具。材質不明，但能夠俐落的切斷任何物質，鋼鐵也不在話下。

秋山忍
夏野霧姬的筆名，被稱為當代作家三巨頭之一，以「原罪系列」為成名作。
- 原罪系列

預定七集，對應聖經教義中的惡魔七宗罪。在相繼出版《驕傲》、《嫉妒》、《憤怒》、《懶惰》、《貪婪》、《暴食》後，第七集《色慾》相隔一年時間依然未出版。
- 《白管家與阿拉伯王》：BL作品。
- 警部補夢見系列
- 街系列
- 《喜歡四季的人》：描述四位魔術師的短篇集。
- 《WWW》：出道作。全名《What a Wonderful World》。
- 《千年國武鬥外傳記》
- 《異道少女 魔法跟蹤狂★瑪麗小姐》
- 《快遞員》

刃具莊
- 以各式刀刃武器為賣點的溫泉旅館，當中展示著從武具到家用菜刀、安平時代到現代幾乎一切帶刃的刀具，並備有各種對應的套房。夏野霧姬是這裡的常客並時常包下包廂「剪刀房」。是由一位小女孩身形外貌的老闆娘所經營。

七大新稻葉怪談
- 倒不了的茶店
- 寵物店店長的爆炸頭越變越大
- 一年到頭都很悶熱的高樓大廈
- 怪盗雙面人。

鮪吞
外觀有如電鋸的大型電動菜刀，可根據食材的不同改變型態。是武器工匠—大洗赤口的作品。
藤卷螢
大澤映見的筆名，將春海和人的名字（羅馬拼音）重新排列而成，平安堂新人作家。
- 螢星戀曲

出道作。第十七屆平安堂長篇小說的評審特別獎。在文字當中雜入了大澤執筆流術的「操讀者槍」，使讀者不自覺的洗腦並攻擊「黑衣黑髮的黑色女子作家（秋山忍）」，但對大澤愁山和本田櫻都無效。
執筆戰
又稱Writing Duel。是作家與作家之間以文字為武器的文學性戰鬥。
大澤流執筆術
大澤愁山年輕時發明的寫作技法，因擔心被他人惡意使用，而在數年前親手將其封印。共有十招，包括「雙文曲筆」（Double Driver）、「無法抑制的睡眠衝動」（Wake Up Canceller）、「隱形俳句」（Invisible Paint）、「深刻震盪」（Noble Ballett）、「紙喃細語」（Mark Whisper），最終奧義「操讀者槍」（Brionac）。
加農狗砲
夏野霧姬的招式，將狗全力丟出造成極大傷害，只能使用投擲用專用狗(和人)不可使用一般的狗

## 出版書籍

### 輕小說
| 卷數 | 角川書店      | 角川書店                                                | 尖端出版       | 尖端出版               | 天聞角川       | 天聞角川               |
| 卷數 | 發售日期      | ISBN                                                    | 發售日期       | ISBN                   | 發售日期       | ISBN                   |
| ---- | ------------- | ------------------------------------------------------- | -------------- | ---------------------- | -------------- | ---------------------- |
| 1    | 2011年2月28日 | ISBN 978-4-04-727077-0                                  | 2012年8月11日  | ISBN 978-957-10-4940-3 | 2012年11月20日 | ISBN 978-7-5356-5743-5 |
| 2    | 2011年4月30日 | ISBN 978-4-04-727221-7                                  | 2012年11月9日  | ISBN 978-957-10-5046-1 | 2013年1月5日   | ISBN 978-7-5356-5898-2 |
| 3    | 2011年8月29日 | ISBN 978-4-04-727470-9                                  | 2013年1月18日  | ISBN 978-957-10-5119-2 | 2013年5月5日   | ISBN 978-7-5356-6142-5 |
| 4    | 2012年2月29日 | ISBN 978-4-04-727842-4                                  | 2013年9月13日  | ISBN 978-957-10-5346-2 | 2013年10月5日  | ISBN 978-7-5356-6560-7 |
| 5    | 2012年6月30日 | ISBN 978-4-04-728123-3                                  | 2013年12月16日 | ISBN 978-957-10-5452-0 | 2013年11月20日 | ISBN 978-7-5356-6636-9 |
| 6    | 2013年1月30日 | ISBN 978-4-04-728656-6                                  | 2014年11月13日 | ISBN 978-957-10-5716-3 | 2014年5月20日  | ISBN 978-7-5403-2638-8 |
| 7    | 2013年6月29日 | ISBN 978-4-0472-8972-7 ISBN 978-4-0472-8973-4（特裝版） | 2015年6月18日  | ISBN 978-957-10-6031-6 | 2014年10月5日  | ISBN 978-7-5403-3605-9 |
| 8    | 2014年1月30日 | ISBN 978-4-04-729398-4                                  |                |                        | 2016年1月      | ISBN 978-7-5490-0980-0 |
| 9    | 2014年6月11日 | ISBN 978-4-0472-9664-0                                  |                |                        | 2016年6月      | ISBN 978-7-5490-1062-2 |
| 10   | 2014年9月29日 | ISBN 978-4-0472-9914-6 ISBN 978-4-0472-9915-3（特裝版） |                |                        | 2016年10月     | ISBN 978-7-5489-2533-0 |

- 短編集《 Dog Ears》

| 卷數 | 角川書店       | 角川書店               | 尖端出版      | 尖端出版               | 天聞角川       | 天聞角川               |
| 卷數 | 發售日期       | ISBN                   | 發售日期      | ISBN                   | 發售日期       | ISBN                   |
| ---- | -------------- | ---------------------- | ------------- | ---------------------- | -------------- | ---------------------- |
| 1    | 2011年10月29日 | ISBN 978-4-04-727584-3 | 2013年6月21日 | ISBN 978-957-10-5234-2 | 2013年7月20日  | ISBN 978-7-5356-6282-8 |
| 2    | 2012年9月29日  | ISBN 978-4-04-727584-3 | 2014年5月16日 | ISBN 978-957-10-5570-1 | 2014年1月20日  | ISBN 978-7-5356-6704-5 |
| 3    | 2013年8月31日  | ISBN 978-4-04-729093-8 | 2016年3月17日 | ISBN 978-957-10-6474-1 | 2014年12月20日 | ISBN 978-7-5403-3703-2 |
| 4    | 2015年1月30日  | ISBN 978-4-04-730176-4 |               |                        | 2016年11月30日 | ISBN 978-7-5489-2578-1 |

### 漫畫
已完結。
| 卷數 | 角川書店      | 角川書店               | 台灣角川      | 台灣角川               |
| 卷數 | 發售日期      | ISBN                   | 發售日期      | ISBN                   |
| ---- | ------------- | ---------------------- | ------------- | ---------------------- |
| 1    | 2013年1月26日 | ISBN 978-4-04-120561-7 | 2014年9月24日 | ISBN 978-986-366-134-4 |
| 2    | 2013年6月26日 | ISBN 978-4-04-120742-0 | 2015年3月18日 | ISBN 978-986-366-396-6 |
| 3    | 2013年8月26日 | ISBN 978-4-04-120847-2 | 2015年8月19日 | ISBN 978-986-366-682-0 |
| 4    | 2014年4月26日 | ISBN 978-4-04-121098-7 | 2016年1月13日 | ISBN 978-986-366-928-9 |

犬とハサミは使いよう ANOTHER
原作:更伊俊介、插圖:鍋島テツヒロ
| 卷數 | 角川書店      | 角川書店               |
| 卷數 | 發售日期      | ISBN                   |
| ---- | ------------- | ---------------------- |
| 1    | 2015年3月30日 | ISBN 978-4-04-730303-4 |

## 廣播劇CD
於2012年3月7日發售廣播劇CD，Fami通文庫廣播劇CD・FB CollectDrama系列。
- FB CollectDrama05《狗與剪刀必有用 狗在匆忙時受傷》（ASIN B006LF8QDQ）。

### 登場角色
- 春海和人：櫻井孝宏
- 夏野霧姬：井上麻里奈
- 春海圓香：阿澄佳奈
- 柊鈴菜：伊藤靜

### 製作人員
- 原作＆情節原案：更伊俊介
- 劇本：青島崇
- 封面插圖：鍋島哲弘
- 包裝設計：Aether Design Inc.
- 協力：田澤大典、法米通文庫編集部

## 電視動畫

### 製作人員
- 原作：更伊俊介（法米通文庫「狗與剪刀必有用」系列／Enterbrain連載）
- 角色原案：鍋島哲弘
- 監督：高橋幸雄
- 角色設計：佐藤陽子
- 系列構成：根元歲三
- 製作人：依田一、後藤政則、高山昌子、納谷僚介、千葉朋弘、本地大輔
- 動畫製作人：飯室笑子
- 動畫製作：GONZO
- 製作：狗剪製作委員会（GONZO、愛貝克思、Enterbrain、STUDIO MAUSU、XING、DLE）

### 主題曲
片頭曲
作詞：畑亞貴，作曲、編曲：松田彬人
主唱：（夏野霧姬〈井上麻里奈〉、春海圓香〈阿澄佳奈〉、柊鈴菜〈伊藤靜〉、大澤映見〈加隈亞衣〉、秋月真岸〈芹澤優〉）
片尾曲（檸水般的緋聞）
作詞：，作曲、編曲：松田彬人，主唱：秋月真岸（芹澤優）
插曲（第1集）
作詞：畑亞貴，作曲、編曲：松田彬人，主唱：秋月真岸（芹澤優）
插曲（第7集,第11集）
作詞：更伊俊介，作曲、編曲：松田彬人，主唱：森部佐茅（齋藤千和）
插曲（第12集）
作詞：畑亞貴，作曲：酒井陽一，編曲：松田彬人，主唱：秋月真岸（芹澤優）

### 各話列表
| 集數     | 日文標題 | 台灣電視版標題   | 香港J2標題       | 劇本       | 分鏡     | 演出       | 作畫監督                    |
| -------- | -------- | ---------------- | ---------------- | ---------- | -------- | ---------- | --------------------------- |
| 第壹話   |          | 棒打出頭狗       | 禍福皆因狗出頭   | 根元歲三   | 高橋幸雄 | 佐佐木純人 | 山村俊了                    |
| 第貳話   |          | 打狗趁熱         | 打狗趁熱         | 根元歲三   | 大原實   | 石山貴明   | 清水博幸                    |
| 第話     |          | 飛狗撲火         | 飛狗撲火         | 根元歲三   | 石山貴明 | 加藤顯     | 飯塚正則                    |
| 第四話   |          | 病急亂投狗       | 臨急抱狗腳       | 根元歲三   | 大畑晃一 | 黑瀨大輔   | 新保卓郎 水野辰哉           |
| 第五話   |          | 不入虎穴焉得狗子 | 不入虎穴焉得犬子 | 根元歲三   | 大原實   | 阿部雅司   | 島田英明 山村俊了           |
| 第六話   |          | 狗過天晴         | 塞翁失狗         | 待田堂子   | 數井浩子 | 數井浩子   | 清水博幸、深澤謙二 竹森由加 |
| 第七話   |          | 踏破鐵狗無覓處   | 禍從狗出         | 大知慶一郎 | 石山貴明 | 石山貴明   | 新保卓郎                    |
| 第八話   |          | 狗極必反         | 狗極必反         | 大知慶一郎 | 大畑晃一 | 橫田一平   | 吉岡美帆                    |
| 第九話   |          | 無狗不起浪       | 無狗不起浪       | 根元歲三   | 大原實   | 加藤顯     | 飯塚正則                    |
| 第拾話   |          | 光陰似狗         | 光陰似狗         | 根元歲三   | 大畑晃一 | 黑瀨大輔   | 島田英明                    |
| 第拾壹話 |          | 十年修得同狗渡   | 萍狗相逄也是緣   | 根元歲三   | 大原實   | 石山貴明   | 新保卓郎 水野辰哉           |
| 第拾貳話 |          | 狗與剪刀必有用   | [ 25 ]           | 待田堂子   | 高橋幸雄 | 高橋幸雄   | 佐藤陽子                    |

### 播放電視台
日本深夜動畫：下文記載的日本国内播放時間使用日本標準時間（UTC+9）表示。因為部分時間标识會採用30小时制，因此請留意这类超过24:00的时间，其實際播放時間為翌日清晨。
| 播放地區 | 播放電視台         | 播放日期                | 播放時間（UTC+9）             | 所屬聯播網          | 備註                                                    |
| -------- | ------------------ | ----------------------- | ----------------------------- | ------------------- | ------------------------------------------------------- |
| 東京都   | TOKYO MX           | 2013年7月1日－9月16日   | 星期一 25時00分－25時30分     | 獨立UHF局           |                                                         |
| 神奈川縣 | 神奈川電視台       | 2013年7月2日－9月17日   | 星期二 25時00分－25時30分     | 獨立UHF局           |                                                         |
| 兵庫縣   | SUN電視台          | 2013年7月2日－9月17日   | 星期二 25時30分－26時00分     | 獨立UHF局           |                                                         |
| 日本全國 | 萬代頻道           | 2013年7月3日 - 9月18日  | 星期三 12:00 更新             | 網絡電視            |                                                         |
| 日本全國 | NICONICO頻道       | 2013年7月4日－9月19日   | 星期四 23:00 更新             | 網絡電視            |                                                         |
| 日本全國 | BS日本             | 2013年7月4日－9月19日   | 星期四 26時30分－27時00分     | 日本電視網 衛星電視 |                                                         |
| 日本全國 | AT-X               | 2013年7月5日－9月20日   | 星期五 21時30分－22時00分     | 衛星電視            | 有重播                                                  |
| 日本全國 | 楽天ShowTime       | 2013年7月5日－9月20日   | 星期五 黃昏 更新              | 網絡配信            |                                                         |
| 日本全國 | J:COM              | 2013年7月9日 - 9月24日  | 星期二 24:00 更新             | 網絡配信            |                                                         |
| 日本全國 | au視頻             | 2013年7月9日 - 9月24日  | 星期二 24:00 更新             | 網絡配信            |                                                         |
| 日本全國 | 視頻市場           | 2013年7月9日 - 9月24日  | 星期二 24:00 更新             | 網絡配信            |                                                         |
| 日本全國 | Ongen電影          | 2013年7月10日 - 9月25日 | 星期三 12:00 更新             | 網絡配信            |                                                         |
| 日本全國 | GyaO! + GyaO!store | 2013年7月10日 - 9月25日 | 星期三 12:00 更新             | 網絡配信            |                                                         |
| 日本全國 | 電影 電影Plus      | 2013年7月10日 - 9月25日 | 星期三 12:00 更新             | 移動配信            |                                                         |
| 台灣     | 衛視中文台         | 2014年1月20日－2月4日   | 星期一至五 8時30分－9時00分   | 有線電視            | 繁體中文字幕 中文配音播出                               |
| 台灣     | 衛視電影台         | 2014年3月27日－         | 星期一至五 20時00分－21時00分 | 有線電視            | 繁體中文字幕 中文配音播出                               |
| 香港     | J2                 | 2014年3月19日－6月4日   | 星期三 24時00分－24時30分     | 數碼地面電視        | UTC+8 DVD修正版 有重播 有字幕 雙語廣播 myTV提供14天重溫 |

| 衛視中文台 星期一至五 08:30─09:00 節目 | 衛視中文台 星期一至五 08:30─09:00 節目 | 衛視中文台 星期一至五 08:30─09:00 節目 |
| -------------------------------------- | -------------------------------------- | -------------------------------------- |
|                                        | 狗與 （2014年1月20日─2月4日）          |                                        |
| 歡樂智多星 重播                        | 烏龍派出所 重播                        |                                        |

| 香港 J2 星期三 24:00－24:30 節目     | 香港 J2 星期三 24:00－24:30 節目    | 香港 J2 星期三 24:00－24:30 節目 |
| ------------------------------------ | ----------------------------------- | -------------------------------- |
|                                      | 鉸狗 （2014年3月19日－6月4日）      |                                  |
| 熱血自由式                           | 幻影籃球王II                        |                                  |
| 香港 J2 星期一至五 29:30－30:00 節目 |                                     |                                  |
| 打工吧！魔王大人 重播                | 鉸狗 重播 （2016年2月18日－3月4日） | 進擊的巨人 重播                  |

## 外部連結
- FB CollectDrama系列官方網頁 （日語）
- 電視動畫《狗與剪刀必有用》官方網頁 （页面存档备份，存于） （日語）
- 犬とハサミは使いよう公式的X（前Twitter）